# Municipio de Centar (Skopje)
El municipio de Centar (en idioma macedonio:Општина Центар) es uno de los ochenta y cuatro municipios en los que se subdivide administrativamente Macedonia del Norte.

## Geografía
Este municipio se encuentra localizado en el territorio que abarca la región estadística de Skopie.

## Población
La superficie de este municipio abarca una extensión de territorio de unos 7,52 kilómetros cuadrados. La población de esta división administrativa se encuentra compuesta por un total de 45.362 personas (según las cifras que arrojaron el censo llevado a cabo en el año 2002). Mientras que su densidad poblacional es de unos 6.023 habitantes por cada kilómetro cuadrado aproximadamente.